# 22545 Бріттруссо
22545 Бріттруссо (22545 Brittrusso) — астероїд головного поясу, відкритий 24 березня 1998 року.
Тіссеранів параметр щодо Юпітера — 3,609.